# Радичівська сільська рада (Ємільчинський район)
Радичівська сільська рада — колишня адміністративно-територіальна одиниця та орган місцевого самоврядування у Городницькому і Ємільчинському районах Коростенської і Волинської округ, Київської та Житомирської областей Української РСР з адміністративним центром у селі Радичі.

## Населені пункти
Сільській раді на час ліквідації були підпорядковані населені пункти:
- с. Радичі.

## Населення
Кількість населення ради, станом на 1931 рік, становила 760 осіб.

## Історія та адміністративний устрій
Створена 20 липня 1927 року як німецька національна сільська рада, в складі колоній Нова Борисівка Старо-Гутської сільської ради та Радичі Катеринівської сільської ради Городницького району Коростенської округи. 22 лютого 1928 року передана до складу Емільчинського (згодом — Ємільчинський) району Коростенської округи. Станом на 1 жовтня 1941 року кол. Нова Борисівка не перебувала на обліку населених пунктів.
Станом на 1 вересня 1946 року сільська рада входила до складу Ємільчинського району Житомирської області, на обліку в раді перебувало с. Радичі.
Ліквідована 11 серпня 1954 року, відповідно до указу Президії Верховної ради Української РСР «Про укрупнення сільських рад по Житомирській області», територію ради та с. Радичі приєднано до складу Варварівської сільської ради Ємільчинського району Житомирської області.